# شیلرسدرف
شیلرسدرف (به فرانسوی: Schillersdorf) یک کمون در فرانسه با جمعیت ۴۵۵ نفر است که در Canton of Bouxwiller واقع شده‌است.